# Első lateráni zsinat
Az első lateráni zsinat a római katolikus egyház 9. egyetemes zsinata, amelyet 1123. március 18. és április 6-a között tartottak Rómában a lateráni zsinati aulában. A zsinatot II. Kallixtusz pápa hívta össze 1122-ben elsősorban a wormsi konkordátum megerősítésére, amely az invesztitúraharc lezárását rendezte a pápa és a császár között. Kb. 300 püspök és több mint 600 apát vett rajta részt, és személyesen a pápa elnökölt. 22 kánont fogalmaztak meg, melyek megerősítették a korábbi rendelkezéseket a szimóniáról, a papi cölibátusról és az ún. „treuga Dei” megtartásáról. A zsinaton ezen kívül szabadságot igényeltek az Egyház számára, valamint a kereszteseknek teljes búcsút, hozzátartozóiknak védelmet ígértek, és kiközösítéssel sújtották azokat, akik a római zarándokokat kirabolták.

A zsinat egyetemes jellegét sokszor megkérdőjelezik, eredeti aktái hiányoznak, a törvények csak kánongyűjteményekben maradtak fenn.

## Előzmények
A 10. században a katolikus egyház klérusában általánossá vált a valláserkölcsi hanyatlás, amelynek egyik oka a laikus invesztitúrajog széles körű alkalmazása, azaz az egyházi hivatalokba és javadalmakba a világi uralkodó, a hűbérúr által való beiktatás volt. A klerikusok a világi uralkodó kezéből vették át a püspöki vagy apáti méltóság egyházi jelvényeit, a pásztorbotot és a gyűrűt, és így tölthették be hivatalukat. A földesúr így sokszor laikusokat, és méltatlan személyeket juttattak a főpapi székekbe, gyakran azokat, akik a legtöbbet fizettek nekik (szimónia). A pápák (pl. IX. Leó, II. Miklós, II. Sándor) kezdetektől fogva harcoltak ezen jog ellen, azonban a legtöbb világi uralkodó, főképpen a király erős ellenhatást gyakorolt a pápai és kisebb zsinati parancsokra, és tovább folytatták a gyakorlatot, különösen a német területeken. Az invesztitúra ellenes harc legnagyobb alakja VII. Gergely pápa volt, akinek halála után is folytatódtak a harcok. Utódai is tiltották az invesztitúrát (pl. II. Orbán, II. Paszkál), de egyúttal keresték a megegyezés lehetőségét is. II. Kallixtusz pápa és V. Henrik német-római császár között hosszas tárgyalások eredményeképp született meg a megegyezés, amelyet 1122-ben a wormsi konkordátumban fogalmaztak meg. Ennek értelmében a császár lemondott a főpapok invesztitúrájáról (a gyűrű és a pásztorbot átadásáról), és hozzájárult, hogy az apátokat a szerzetes-káptalan, a püspököket pedig a papság és a nép válassza, és az érsek iktassa be. A császár azonban jelen lehet a választáson, vitás esetekben dönthet, és a főpapot ő iktatja be a hűbér-birtokba a kormánypálca átadásával. Az egyezményt a világi hatalom részéről a wormsi birodalmi gyűlés, az Egyház részéről az első lateráni zsinat erősítette meg.

## A zsinat
II. Kallixtusz pápa 1122-ben, egyből a wormsi konkordátum aláírása után hívta össze a zsinatot. Ez volt az első olyan zsinat, amelyet kizárólag a pápa hívott egybe és ő is irányította azt egyedül. A katolikus Európa minden részéből érkeztek püspökök és apátok a zsinatra. Számuk összesen 900 körül volt, amelyből közel 300 püspök és 600 szerzetes apát volt. A kihirdetett kánonokban megerősítették a wormsi konkordátumban rögzített invesztitúratilalmat, de az egyházi klérus megreformálása érdekében is hoztak több törvényt is, mint pl. megtiltották a klerikusi konkubinátust, a szimóniát, és a világiak egyházi ügyekbe való beavatkozását.

### Kánonok
1. kánon

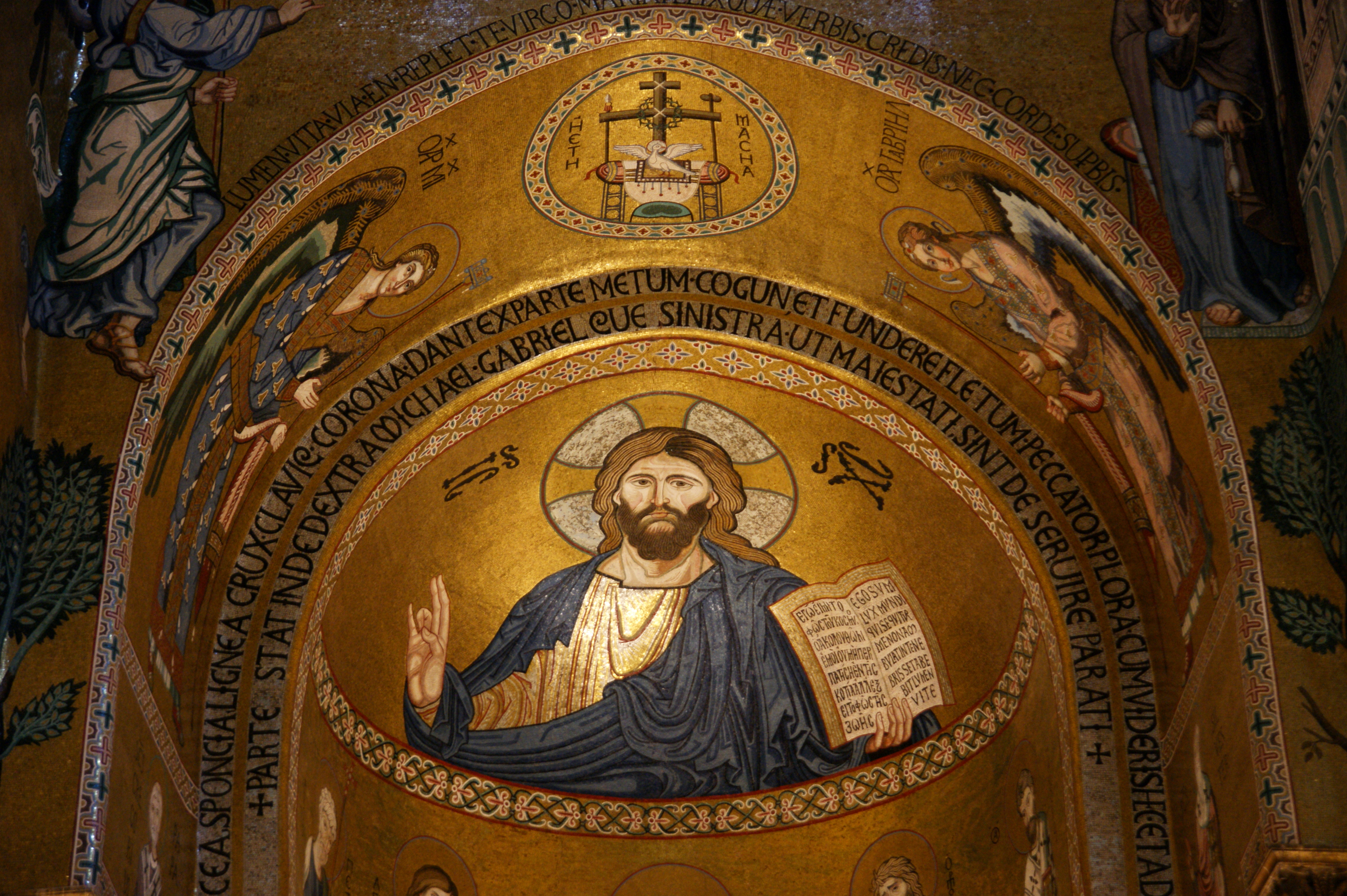
Krisztus Pantokrátor, Cappella Palatina di Palazzo dei Normanni, Palermo, 1130

Az anyagi okokból történt felszentelések vagy előléptetések megfosztják az illetőt minden méltóságától.
2. kánon
Csak pap tehető meg perjelnek, esperesnek vagy főesperesnek. Csak diakónus lehet archidiakónus.
3. kánon
A papoknak, diakónusoknak és szubdiakónusoknak tilos együttélnie nőkkel, kivéve a Niceai zsinat által engedélyezett rokonokat.
4. kánon
Világiaknak, bármennyire istenfélők is, nincs joguk dönteni egyházi dolgokban.
5. kánon
Tilos a vérrokonok közötti házasság.
6. kánon
Az eretnek Burdinus felszentelései érvénytelenek.
7. kánon
Senki sem követelhet magának püspöki hatalmat vagy javadalmakat.
8. kánon
Kiközösítés terhe mellett tilos katonáknak megtámadniuk vagy elfoglalniuk Benevento városát.
9. kánon
Akit egy püspök kiközösített, azt nem vehet vissza egy másik.
10. kánon
Nem lehet felszentelni püspökké azt, akit nem a kánonoknak megfelelően választottak meg. Aki így tesz, többé nem veheti fel hivatalát.
11. kánon
A római egyház védelmét élvezik családjukkal és birtokaikkal együtt azok, akik azokat a keresztényeket segítik, akiknek keleten megígérték a bűnök bocsánatát.
12. kánon
Elvetendő a porticaiak között lévő szokás, miszerint az örökös nélkül elhunyt tulajdonát az elhunyt akaratával ellentétesen is kezelhetik.
13. kánon
Aki három figyelmeztetés után is megszegi a treuga Dei-t, azt ki kell közösíteni.
14. kánon
Világiaknak – kiközösítés terhe mellett – tilos elvinniük a római templomok oltárairól az adományokat.
15. kánon
A pénzhamisítókat ki kell közösíteni.
16. kánon
A zarándokok és a kereskedők kirablóit ki kell közösíteni.
17. kánon
Apátok és szerzetesek nem lelkipásztorkodhatnak.
18. kánon
A papok kinevezése templomok élére csak a püspökre tartozik, és világiaknak ebbe nincs beleszólása.
19. kánon
A szerzetesek az adót a püspöknek fizetik. Szerzetesek nem vásárolhatnak meg egyházi vagy püspöki birtokot.
20. kánon
A templomoknak és birtokaiknak, úgymint a vele kapcsolatban álló személyeknek és dolgoknak, sértetlennek és háboríthatatlannak kell maradniuk.
21. kánon
A felsőpapság klerikusai nem házasodhatnak, és a már meglévő házasságokat fel kell bontani.
22. kánon
A ravennai exarchátus birtokainak elidegenítése elítélt, és a megyés püspökök betolakodása törvénytelen.